# Johan Collett
Johan Collett, född 1775 på Rønnebæksholm i Næstved på Sjælland, död 1827, var en norsk politiker.
Johan Collett var son till kammarrådet Johan Collett (1734–1806) och Else Jensen (1746–1788) samt sonsons son till James Collett. Han var bror till Jonas Collett och Peter Collett samt far till Peter Jonas Collett och svärfar till Camilla Collett.
Johan Collet blev 1814 amtman i Buskeruds amt. Han deltog i överläggningarna i Eidsvoll 1814 och var där en av de främsta företrädarna för självständighetspartiet. Han var sekreterare i finanskomittén var den som författade den promemoria som ledde fram till den stora debatten om Eidsvollsgarantien den 13 maj 1814. Han satt senare i Stortinget under flera perioder.

## Ordnar[11]
- Kommendör av Vasaorden med briljanter
- Riddare av Nordstjärneorden